# Alphen-Chaam

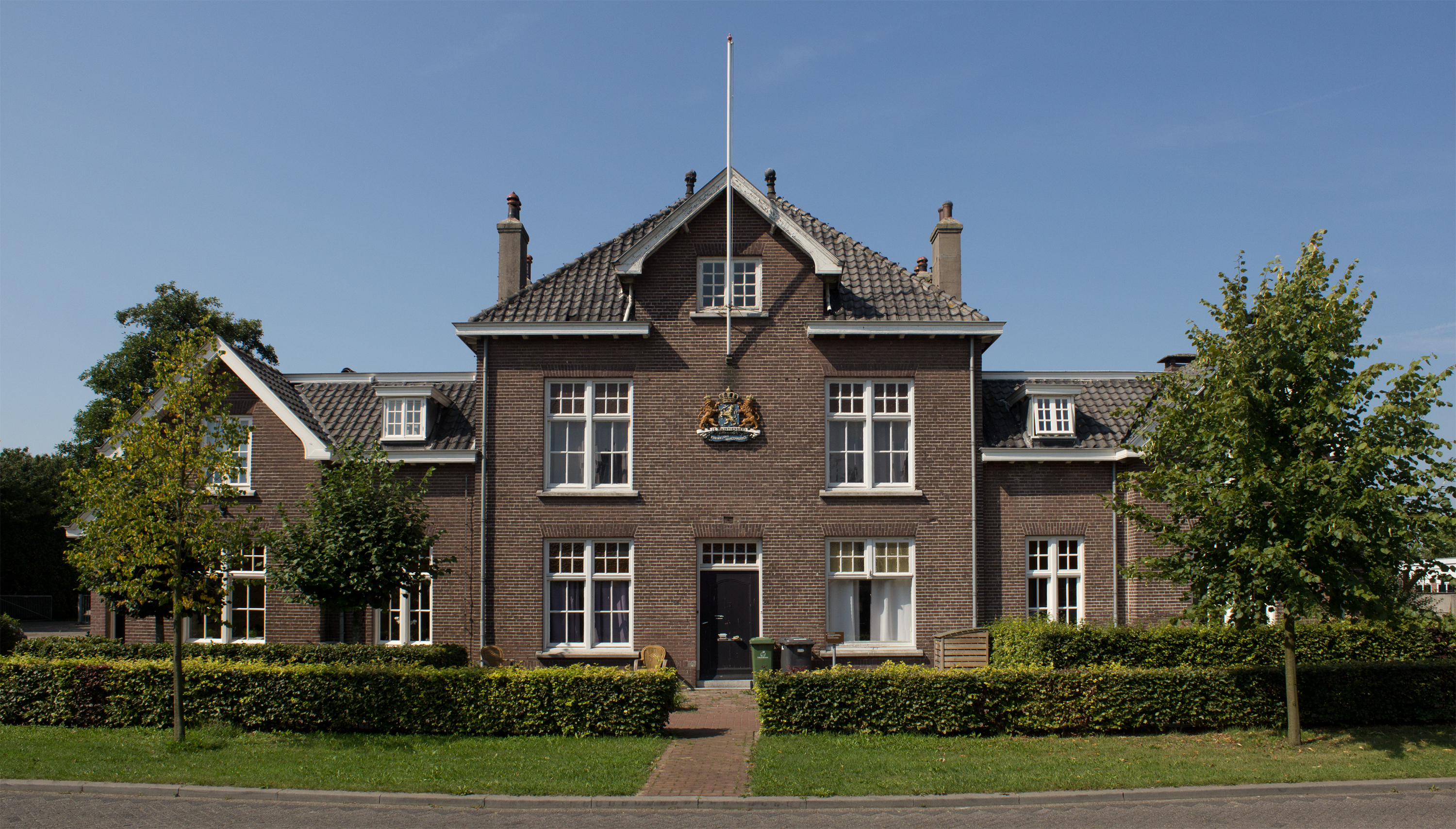
Marechaussekasernen i Alphen.

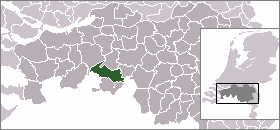
Alphen-Chaams läge.

Alphen-Chaam är en kommun i provinsen Noord-Brabant i Nederländerna. Kommunens totala area är 93,64 km² (där 0,46 km² är vatten) och invånarantalet är på 9 537 invånare (februari 2012).